# Ranch
En ranch er et område bestående af vidstrakte landskaber, herunder forskellige indretninger, der primært er til formålet at udøve ranching, en praksis der indebærer græsende husdyr såsom kvæg eller får til kød eller uld. Ordet bruges som oftest om husdyropdræt i det vestlige USA og Canada, selv om der er ranches i andre områder. Folk, der ejer eller driver en ranch kaldes stockgrowers eller ranchers. Ranching er også en metode, der bruges til at opdrætte mindre almindelige dyr, såsom elg, amerikansk bison eller endda struds, emu, og alpaka.
Ranche består som regel af store områder, men kan være af næsten enhver størrelse. I det vestlige USA er mange ranche en kombination af privatejet jord suppleret med græsning på land i henhold til leasingaftaler med den føderale myndighed Bureau of Land Management. Hvis en ranch omfatter agerjord eller kunstvandede arealer, kan ranchen også omfattes af en begrænset størrelse af landbrug, og dyrker afgrøder til fodring af dyrene, såsom hø og korn til foder.
Ranche, der udelukkende henvender sig til turister, kaldes gæsteranche, eller i folkemunde "dude ranches". De fleste ranche henvender sig dog ikke til gæster, selvom de kan tillade private jægere på deres ejendom til at jage vildt. I de seneste år har økonomisk trængte ranche dog tilføjet nogle gæstefunktioner, såsom rideture, kvægdrivning og guidede jagtture, i et forsøg på at indbringe ekstra indtægt. Ranching er en del af ikonografien omkring "The Wild West", som set i westernfilm og i rodeoer.